# Basso Cambo (métro de Toulouse)
Pour les articles homonymes, voir Cambo et Basso Cambo.
Basso Cambo, dite aussi Mirail − Basso Cambo, est une station terminus sud-ouest de la ligne A du métro de Toulouse. Elle est située dans le quartier Basso Cambo, au sud-ouest de Toulouse, à proximité du Mirail. Elle est mise en service en 1993, lors de l'ouverture de la première section de la ligne A.

## Situation sur le réseau

Plan du métro de Toulouse

Établie en aérien, la station Basso Cambo est le terminus sud-ouest de la ligne A du métro de Toulouse. Elle est située avant la station Bellefontaine, en direction de la station terminus nord-est Balma – Gramont. La ligne continue après la station pour desservir le dépôt atelier du métro.

## Histoire
La station terminus sud de Basso Cambo est mise en service le 26 juin 1993, lors de l'ouverture à l'exploitation des 10 kilomètres de la première section, de Basso Cambo à Jolimont, de la Ligne A du métro de Toulouse.
En 2011, le nombre de validations pour la station s'élève à 2 759 059, ce qui en fait la 8e station (sur 18) la plus empruntée de la ligne A. Plus tard, en 2016, la station enregistre 3 022 699 validations, ce qui la place toujours à la 8e position sur 20 en termes de validations sur la ligne A et à la 13e position sur les 38 stations de l'ensemble du métro de Toulouse. Elle représente alors 5 % des validations de la ligne A.
Des travaux de doublement de la longueur des rames ont été effectués sur la ligne A entre 2017 et 2019. Comme les stations Mermoz, Fontaine-Lestang et Patte-d'Oie, la station Basso Cambo possédait des quais courts, sans réserves pour des quais plus longs (de moins de 52 m) : l'adaptation de ces stations pour accueillir des rames à quatre voitures est par conséquent beaucoup plus importante que pour les autres stations, où des travaux plus légers sont nécessaires.

## Services aux voyageurs

### Accès et accueil
La station est une des deux seules stations du métro de Toulouse, avec Jolimont, à être aérienne. Le hall d'accueil est accessible par deux doubles portes, situées au niveau des quais d'accès aux bus, et de l'agence Tisséo. La station est équipée de quais latéraux à douze portes lui permettant de recevoir des rames de 52 m à quatre voitures.
L'entrée du bâtiment se compose d'un grand hall, avec à l'intérieur des guichets automatiques pour l'achat les titres de transports, des informations en temps réel sur l'état du réseau Tisséo et sur les arrivées et départs des prochains bus du réseau. Il y a également des tourniquets, qui permettent l'accès à un escalator pour monter vers les quais, qui sont situés au-dessus du hall d'accueil.

installations
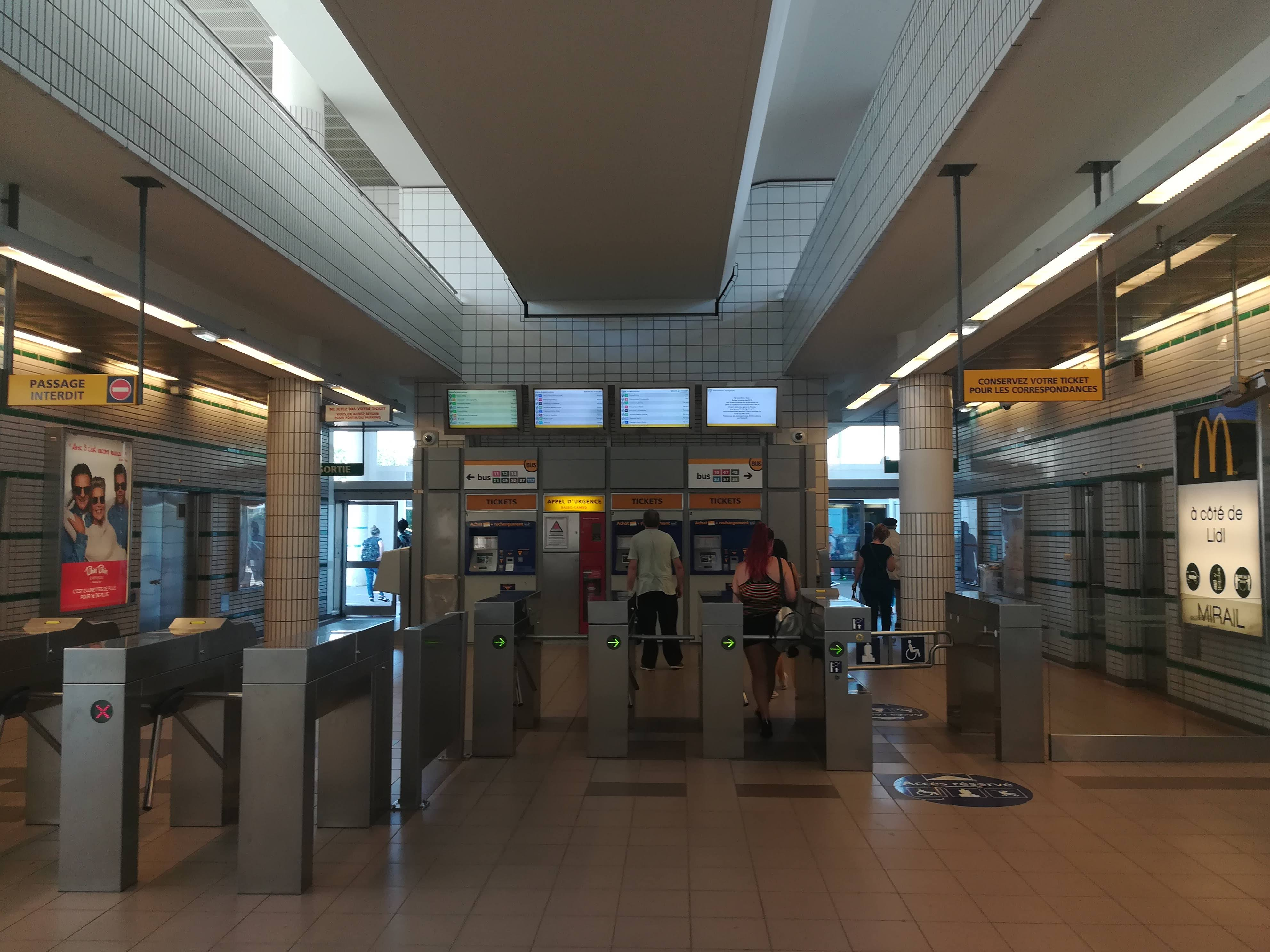
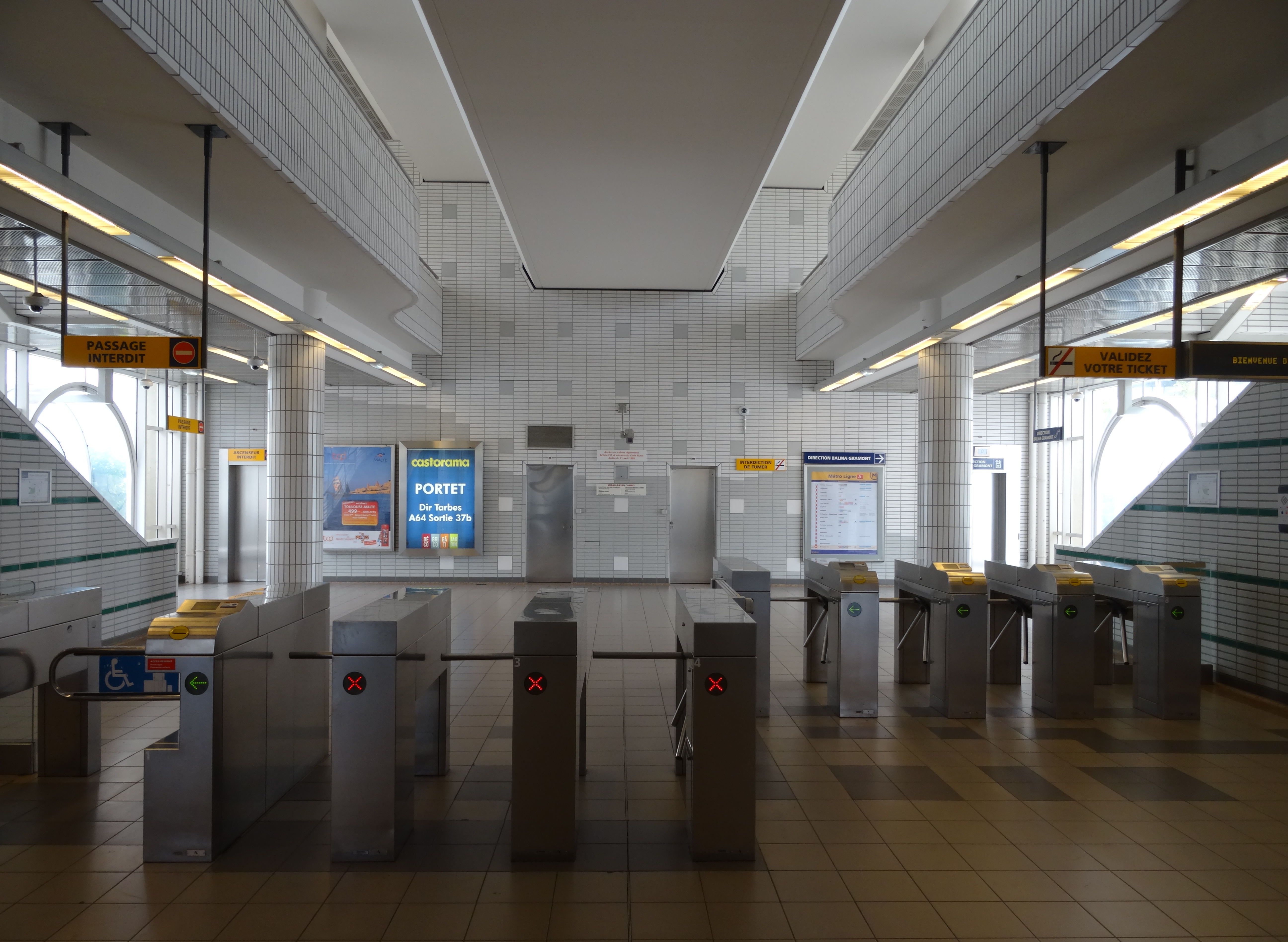
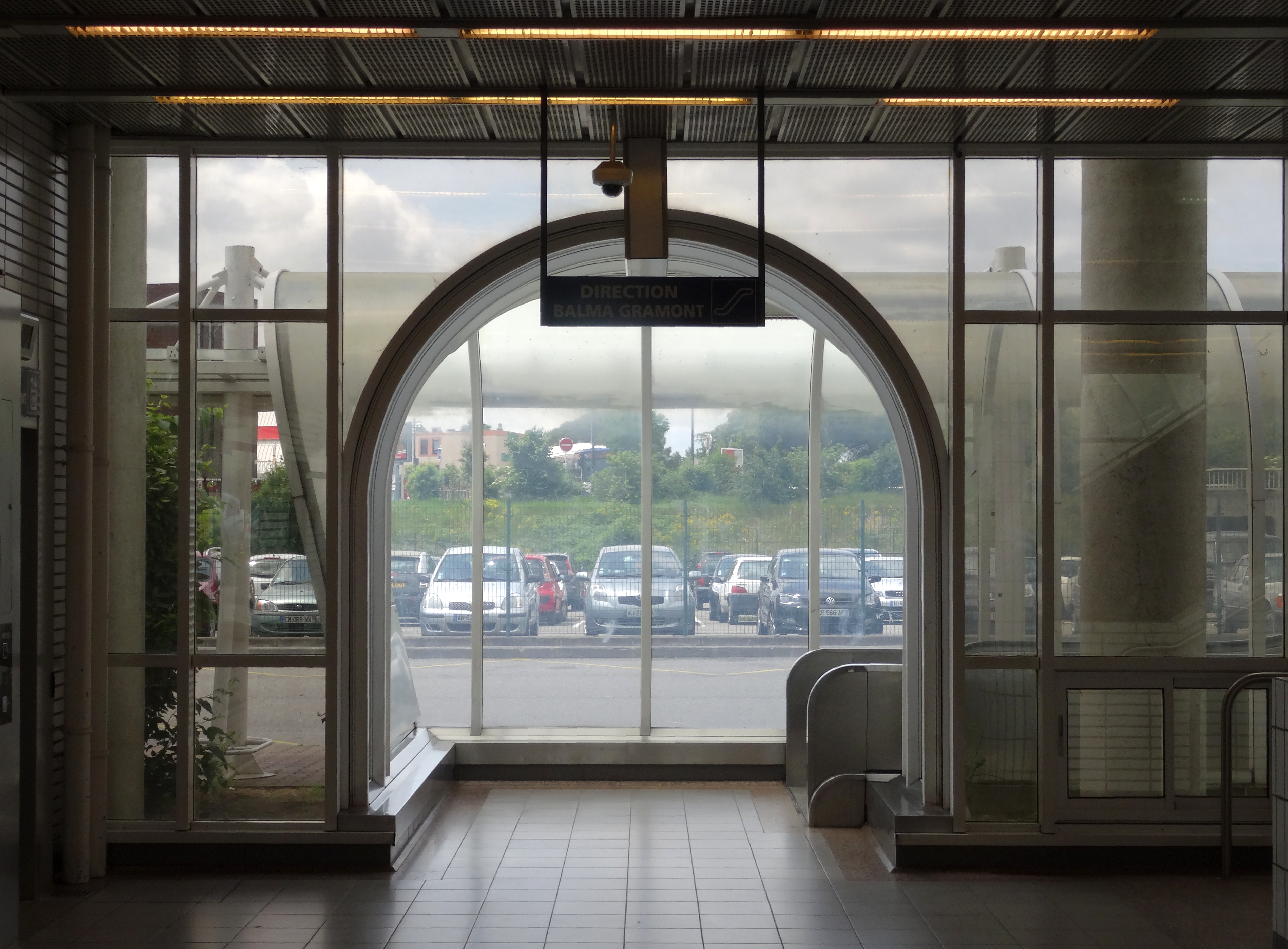

### Desserte
Comme sur le reste du métro toulousain, le premier départ de la station est à 5h15, le dernier départ est à 0h du dimanche au mercredi et à 3h le jeudi, vendredi et samedi.

installations et desserte
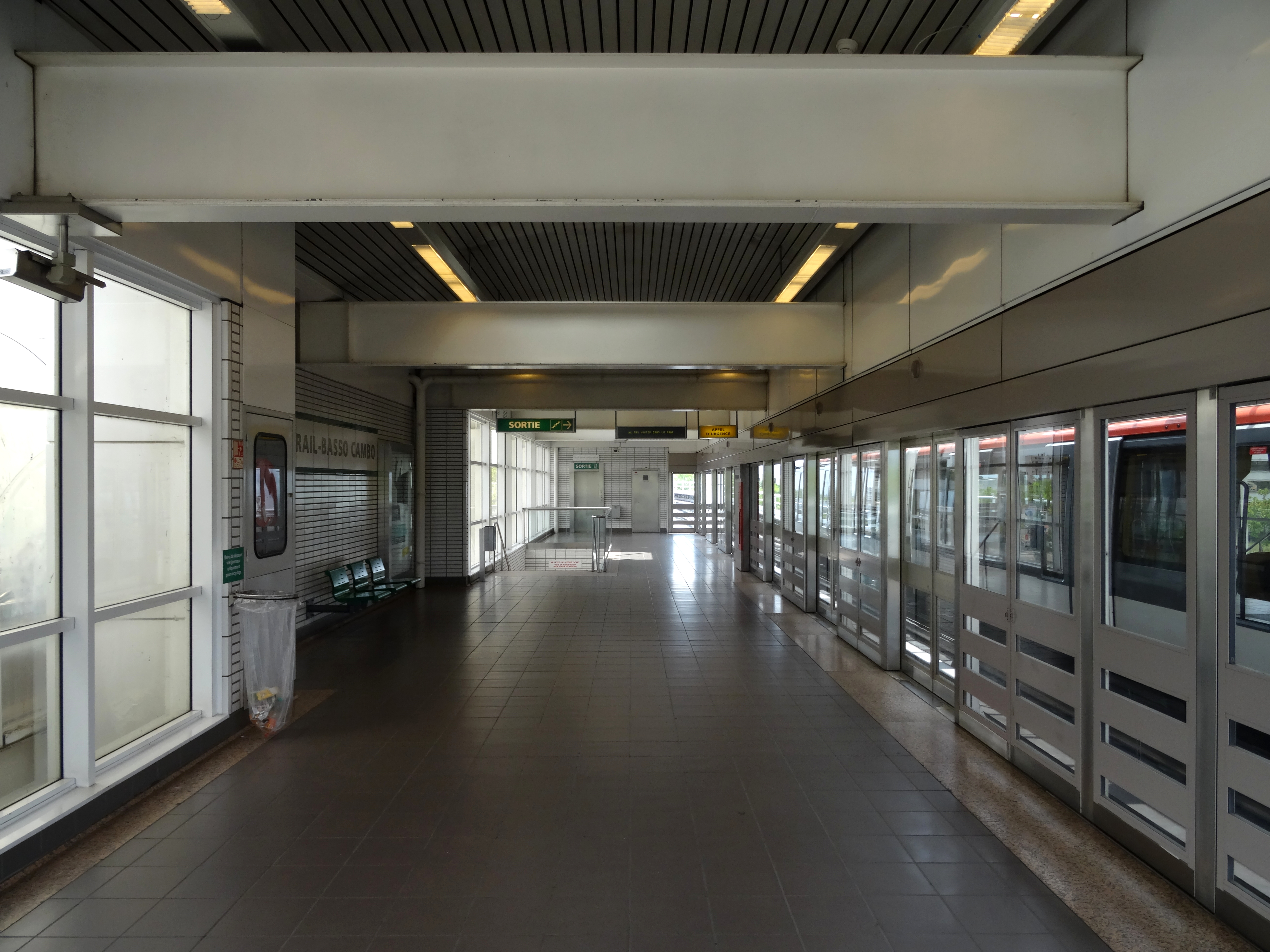
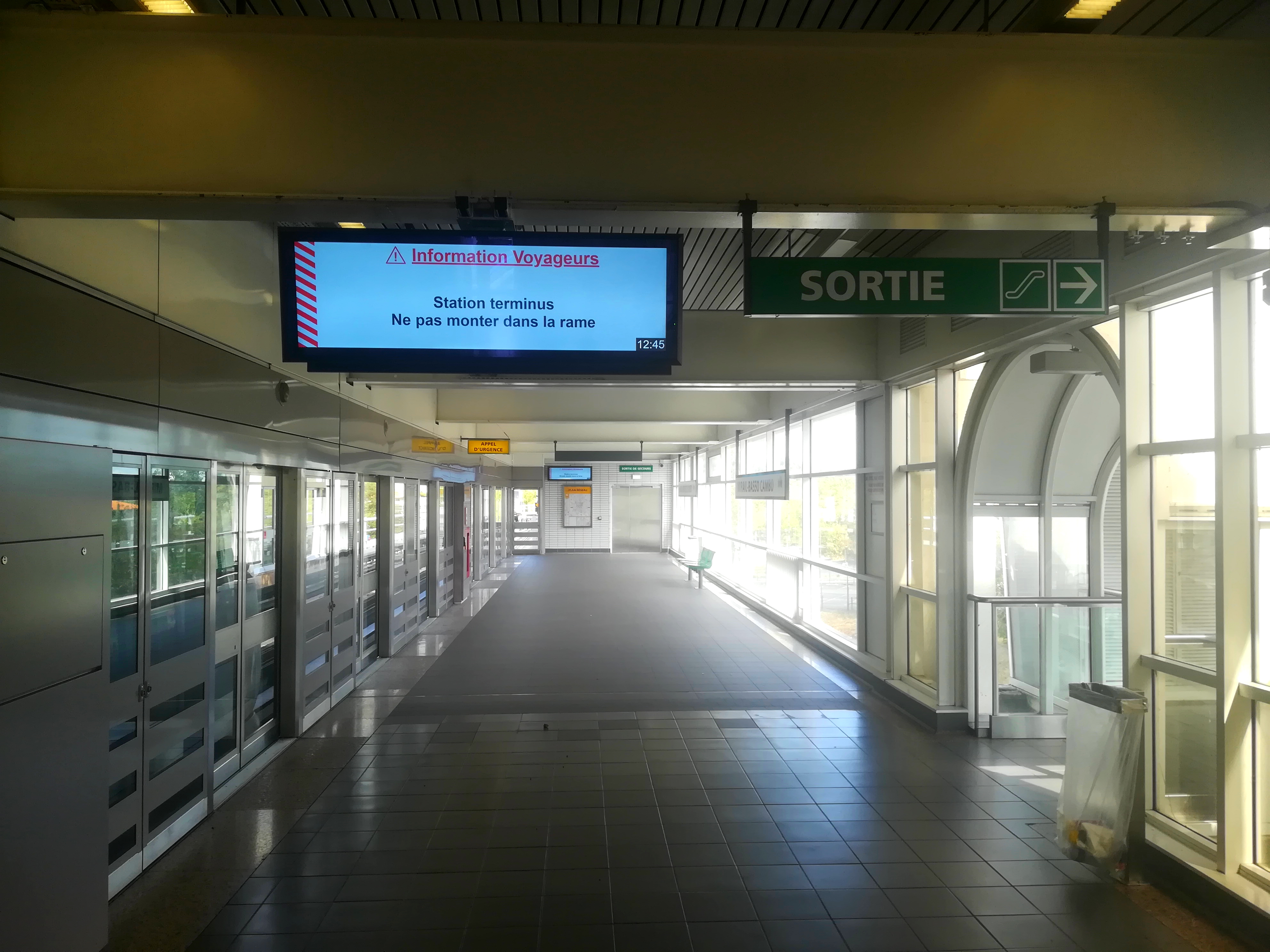
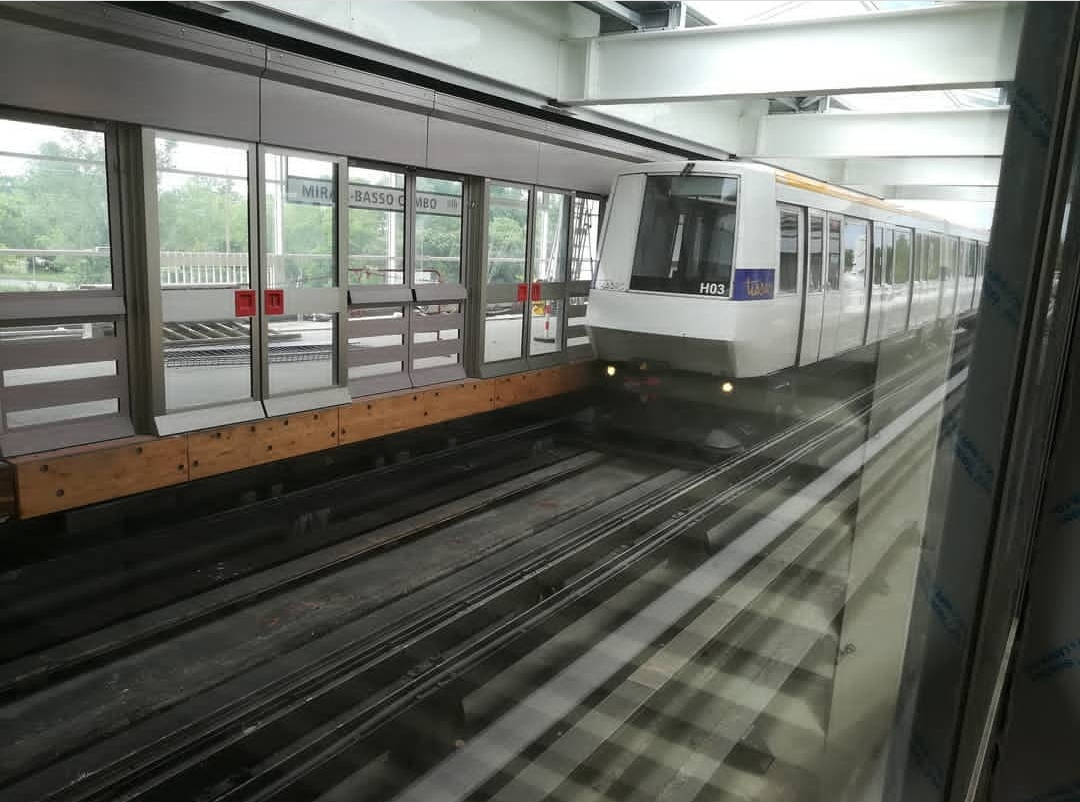

### Intermodalité
La station est desservie par les bus des lignes : 14, 18, 21, 46, 47, 48, 49, 50, 53, 57, 58, 87 et 117 du réseau Tisséo, ainsi que par les lignes 318 et 388 du réseau régional liO. La station dispose également d'un parc relais, permettant à 690 véhicules de se garer.

## L'art dans la station
L'œuvre d'art associée à la station est une installation, sans titre, due à l'artiste Beate Honsell-Weiss. Elle est composée de trois mâts en acier à l'extérieur de la station, portant chacun « une forme géométrique simple en plexiglas coloré (rectangle vert, triangle rouge, ovale doré), formant des signaux lumineux »,.

vues de l'installation de Beate Honsell-Weiss
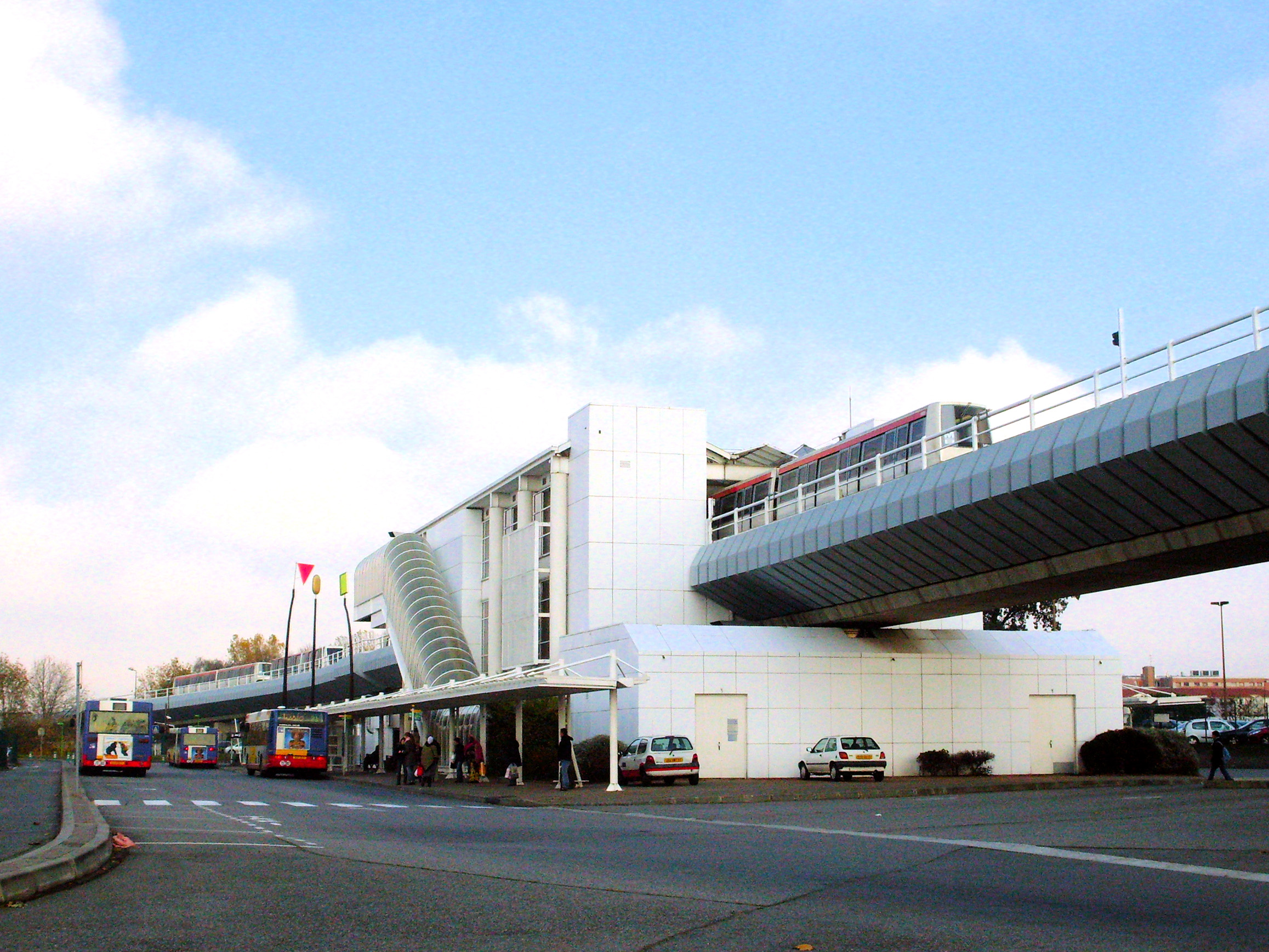
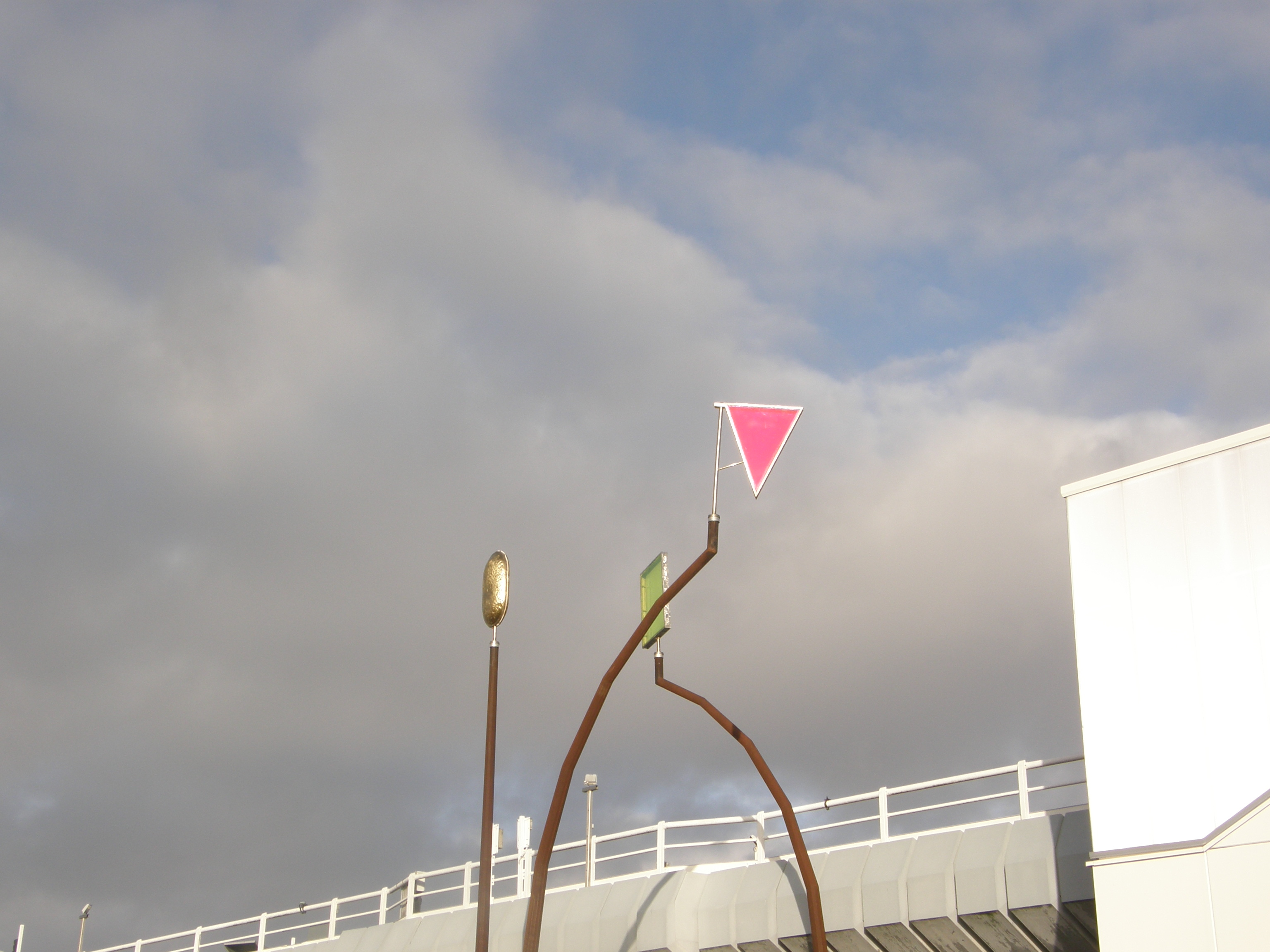

## À proximité
- Centre commercial Géant Casino Basso Cambo
- Parc d'activités de Basso-Cambo
- Météopole de Toulouse

## Projets
Plus tard, elle pourrait également devenir un terminus au terme d'un possible prolongement du téléphérique urbain (Téléo) depuis la station terminus du projet en cours Oncopole - Lise Enjalbert,.